# Leandro Martínez
Leandro Antonio Martínez (Buenos Aires, 1989. október 15. –) olasz származású argentin labdarúgó.

## Pályafutása
Pályafutását a Parma FC csapatánál kezdte. Mindössze 1 felnőtt bajnokin lépett pályára 2008-ban a Reggina ellen. 2013. március 3-án debütált a Honvédban a Videoton ellen elszenvedett 4–0-s vereség alkalmával. A Honvédnál meghatározó játékossá vált és bronzérmet szerzett a magyar bajnokságban. A 2014-15-ös idényre a Győri ETO-hoz igazolt. A győri szereplése nem az elvárások szerint alakult, hiszen 2015. januárban szabadlistára került a gólerős csatár és átigazolt a Szombathelyi Haladáshoz. 2016 nyarán az olasz harmadosztályú Lucchese vette kölcsön. Itt fél év alatt 11 bajnokin mindössze egy gólt szerzett. 2017. január 10-én az MTK-hoz igazolt kölcsönbe.